# Manuel Castellanos Jacquet
Manuel Ángel Juan Bautista de Castellanos Jacquet (Bilbao, 1883-¿?) fue un ingeniero y futbolista español y el duodécimo presidente del Athletic Club Bilbao entre 1929 y 1933. Sigue siendo el presidente más exitoso en la historia del club; bajo la dirección técnica de Fred Pentland, el Athletic ganó dos títulos de La Liga y cuatro Copas del Rey en sus cuatro años en el cargo.

## Primeros años de vida
Castellanos nació en 1883 y fue bautizado en la iglesia de San Nicolás (Bilbao), como hijo de padre mexicano, Manuel Herculano de Castellanos Marín (1856–¿?) y de Manuela Carlota Ignacia de Jacquet, natural de Madrid e hija de Carlos Hipólito Jacquet Saint-Mars, un rico banquero de origen francés, quien se estableció como comerciante en Bilbao en 1860 y que llegó a ser cónsul de Francia en la ciudad. Tuvo un hermano mayor, Carlos (1881-1903), que se convirtió en el primer presidente del Bilbao FC, mientras que una de sus primas, María Mestayer (1877-1949), conocida como «Maritxu», se convirtió en la primera periodista gastronómica del País Vasco y probablemente de España.
Hijo de una familia acomodada de Bilbao, Castellanos fue enviado a Reino Unido para completar sus estudios, donde desarrolló un profundo interés por el fútbol. Mientras estudiaba en el extranjero, solía pasar los veranos en su ciudad natal, y como muchos otros balbainos, comenzó a jugar partidos de fútbol en el Hipódromo de Lamiaco, que por aquel entonces era la sede del fútbol organizado en Vizcaya. Según Manuel, su padre, a través de un amigo suyo de un Banco de Crédito de Londres, recibió unas botas de fútbol que luego fueron recreadas por un zapatero local llamado Germán Gómez, las primeras botas «Made in Spain».

## Carrera

### Carrera futbolística
A finales de la década de 1890, Castellanos se convirtió en miembro de un grupo informal liderado por su hermano Carlos, el llamado Bilbao Football Club, la primera entidad que jugó al fútbol en Bilbao desde la desaparición del Club Atleta. Durante las idas y venidas de su hermano al Reino Unido, tuvo oportunidad de conocer de primera mano el exitoso crecimiento del fútbol profesional, por lo que, a través de la correspondencia que mantuvo con Manuel, le recomendó la conveniencia de constituirse como club, y así, el 30 de noviembre de 1900, quedó oficialmente constituido el Bilbao Football Club en una reunión informal celebrada en casa del industrial José Luis de Villabaso, quien conoció a su padre Manuel Castellanos al menos desde 1891 cuando eran miembros de la primera junta directiva del Banco del Comercio.
A finales de 1901, los dos clubes más importantes de la ciudad eran el Bilbao FC y el Athletic Club, desarrollándose así una rivalidad entre ellos, ya que disputaron varios amistosos en el Hipódromo de Lamiaco, que ambos equipos compartían al no existir apenas campos en Bilbao por aquel entonces, y Castellanos jugó como centrocampista el primer partido entre ambos conjuntos que tuvo lugar el 10 de noviembre de 1901, finalizando con empate sin goles. Castellanos participó así en lo que hoy se considera una de las primeras rivalidades futbolísticas de España, una que contribuyó a convertir el fútbol en un fenómeno de masas en Bilbao ya que sus duelos despertaban una gran expectación.
Su siguiente y última aparición como futbolista fue el 23 de noviembre de 1902, que terminó con una derrota por 0-1 ante el Athletic. Unos meses más tarde, el 24 de marzo de 1903, el Bilbao FC acordó en junta general la disolución del club, siendo sus restantes socios y asociados absorbidos oficialmente por su rival.

### Presidencia del Athletic Bilbao
En 1929, Castellanos fue elegido como el duodécimo presidente del Athletic Club de Bilbao, cargo que ocupó durante cuatro años, hasta 1933. Gracias en parte a la gran gestión de Fred Pentland, Castellanos se convirtió en el presidente más exitoso en la historia del club, ganando dos títulos de La Liga y cuatro Copas del Rey en sus cuatro años de mandato.

## Vida personal
Castellanos se casó dos veces y tuvo al menos tres hijos con su primera esposa, José María (1909), Amelia (1912) y Manuel (1914-1936). Luego se casó por segunda vez con Laura Peña Arribas, 16 años menor que él, y el matrimonio tuvo nueve hijos, Carlos, Luis, Francisco, Rafael, Javier, Alfonso, Manuel (1936–¿?), Guillermo y Laura Castellanos Peña, todos ellos nacidos en el segundo tercio del siglo XX.
El apellido Castellanos siguió ligado al Athletic en la segunda generación a través de su hijo José María, conocido como «Chitín» en la familia, quien fue defensa habitual durante el período como director técnico de Pentland hasta que colgó la camiseta en 1934. Luego llegó a ser campeón de tenis vasco-navarro durante varios años antes de fallecer de cáncer. Otro hijo, Manuel, fue menos afortunado: se alistó en la guerra civil española el mismo día que las tropas nacionalistas entraron en Guecho y murió en el frente apenas 24 horas después, por lo que su padre le puso su nombre a su siguiente hijo.